# Bethelkerk (Ede)
De Bethelkerk in de Gelderse plaats Ede is eigendom van de Hervormde Gemeente van Ede (PKN) en wordt op zon- en christelijke feestdagen gebruikt voor kerkdiensten.
Sinds 1961 werden door de Hervormde gemeente in Ede Zuid diensten gehouden in een houten verenigingsgebouw aan de Blokkenweg Dit gebouw had de naam Bethel. Op woensdag 24 februari 1965 werd de huidige Bethelkerk geopend.

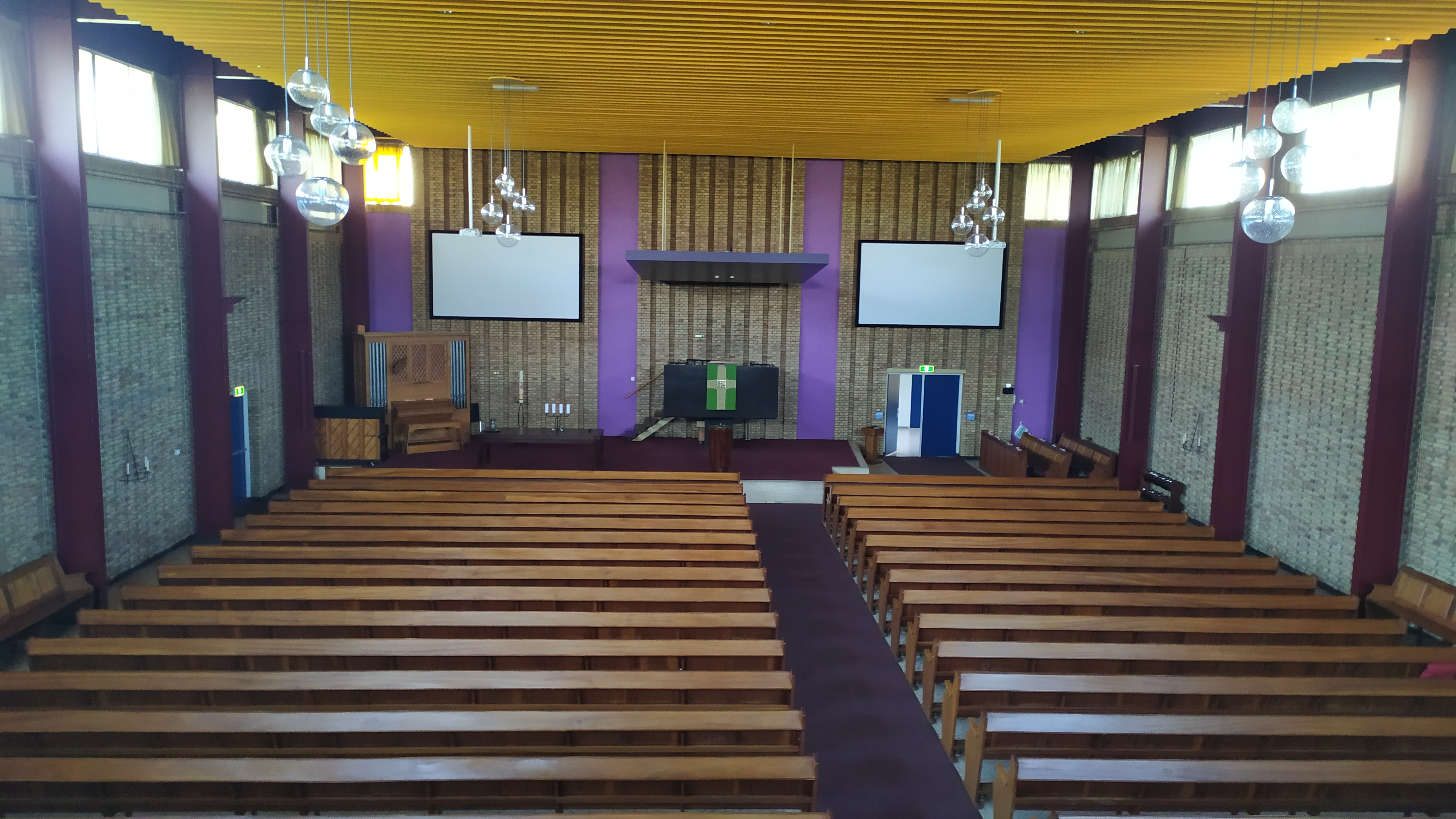
Overzicht van de kerkzaal, gezien vanaf het orgelbalkon (2022)

Het gebouw bevindt zich op de hoek van de Diedenweg en de Jan Th. Tooroplaan. De architecten zijn Geenen en Oskam uit Eindhoven (later GOW Project- & Bouwmanagement). Het bakstenen gebouw bestaat uit een langgerekte kerkzaal met bijgebouwen. Aan de zijkant van de kerkzaal bevindt zich halverwege een driehoekige klokkentoren met uurwerken. De bouwstijl doet denken aan die van het nieuwe bouwen. Kenmerkend zijn de terugkerende patronen in de steenverbanden, de transparante stijl van de klokkentoren en de enorme ruimte van de kerkzaal.
Voor in de kerkzaal bevindt zich een kansel uit voornamelijk steen en staal met erboven een groot klankbord. De naam van de kerk verwijst naar de Bijbelse plaats Bethel. Achter in de kerk is een raam van glaskunstenaar Lex van Voorst, een glasapplicatie met gebrandschilderd glas, waarin het verhaal van Jakob in Bethel wordt uitgebeeld. Hierboven is een balkon waarop het orgel is geplaatst.
Het gebouw is een gemeentelijk monument. In 2003 is de kerk gerenoveerd. 

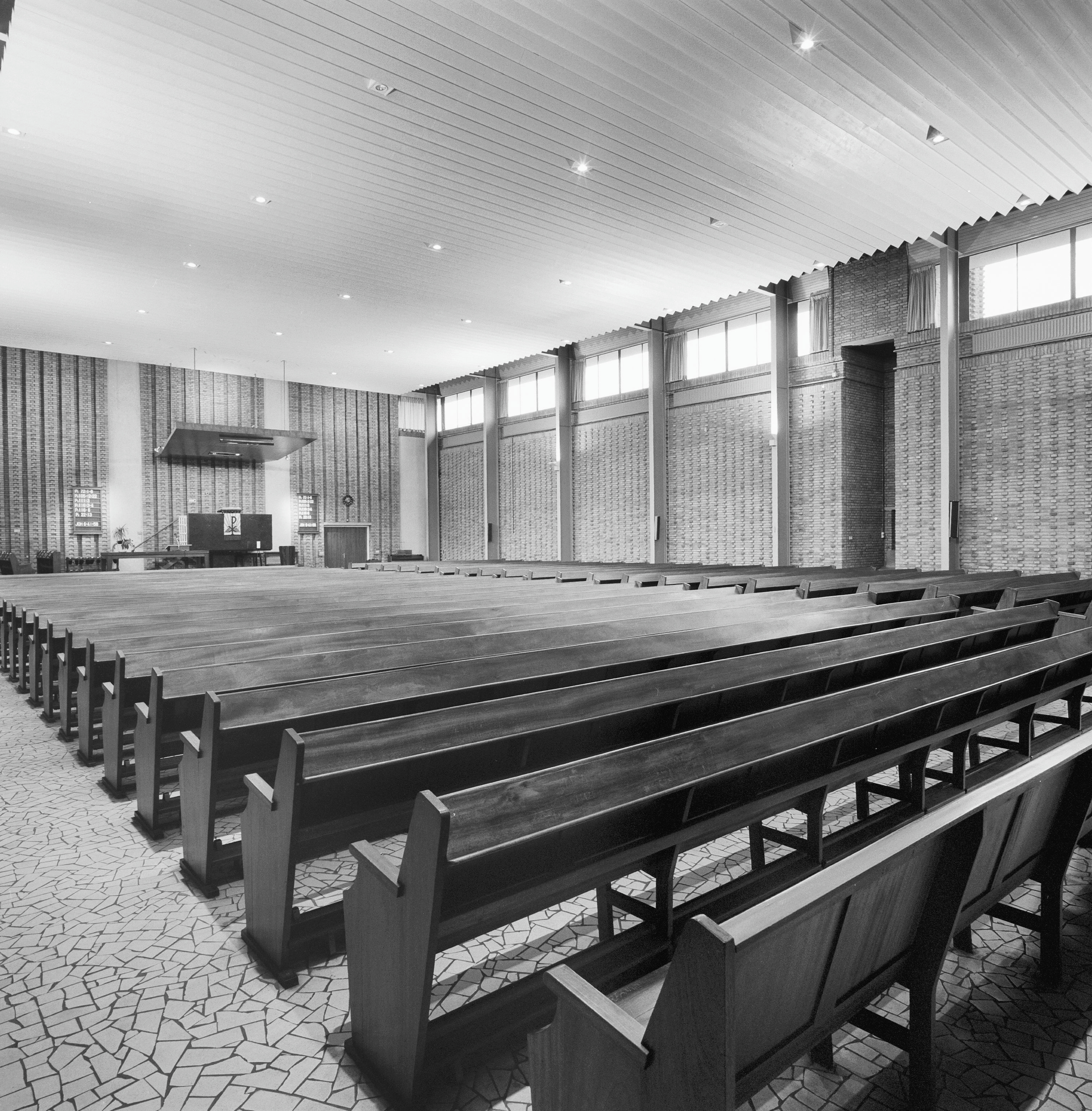
Overzicht richting preekstoel (voor 2003)
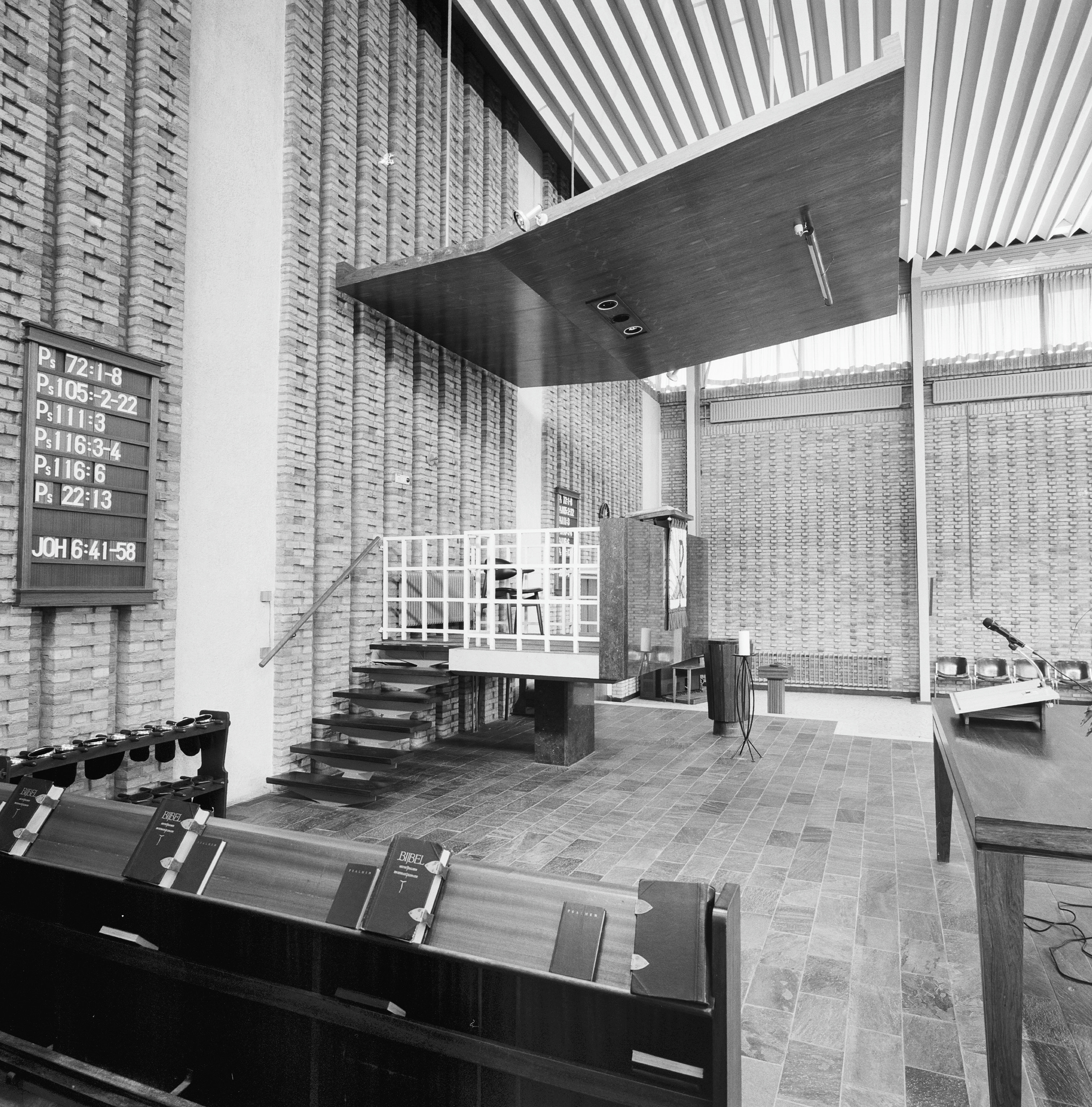
Liturgisch centrum met preekstoel (voor 2003)
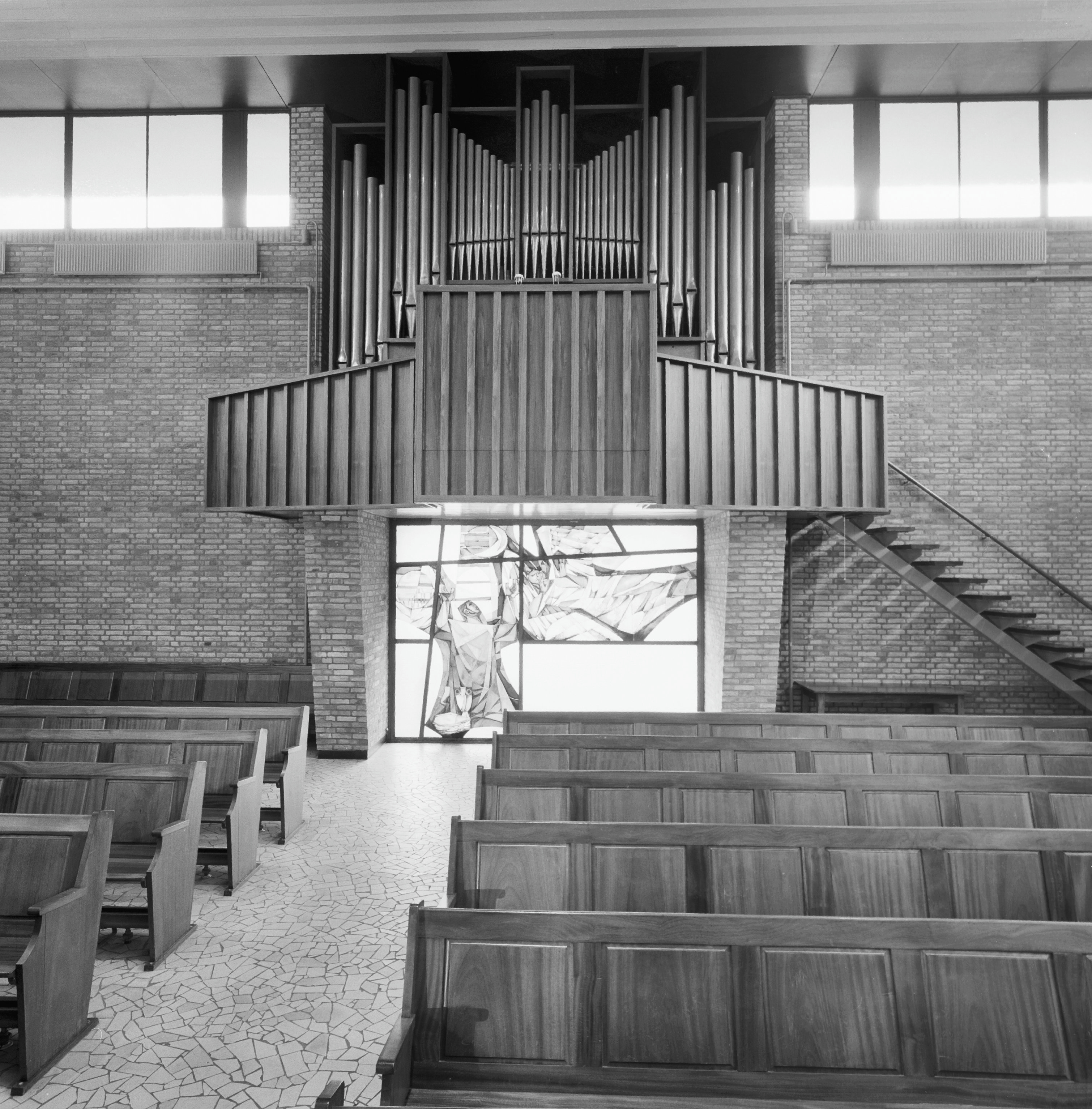
Orgel en gebrandschilderd raam (voor 2003)
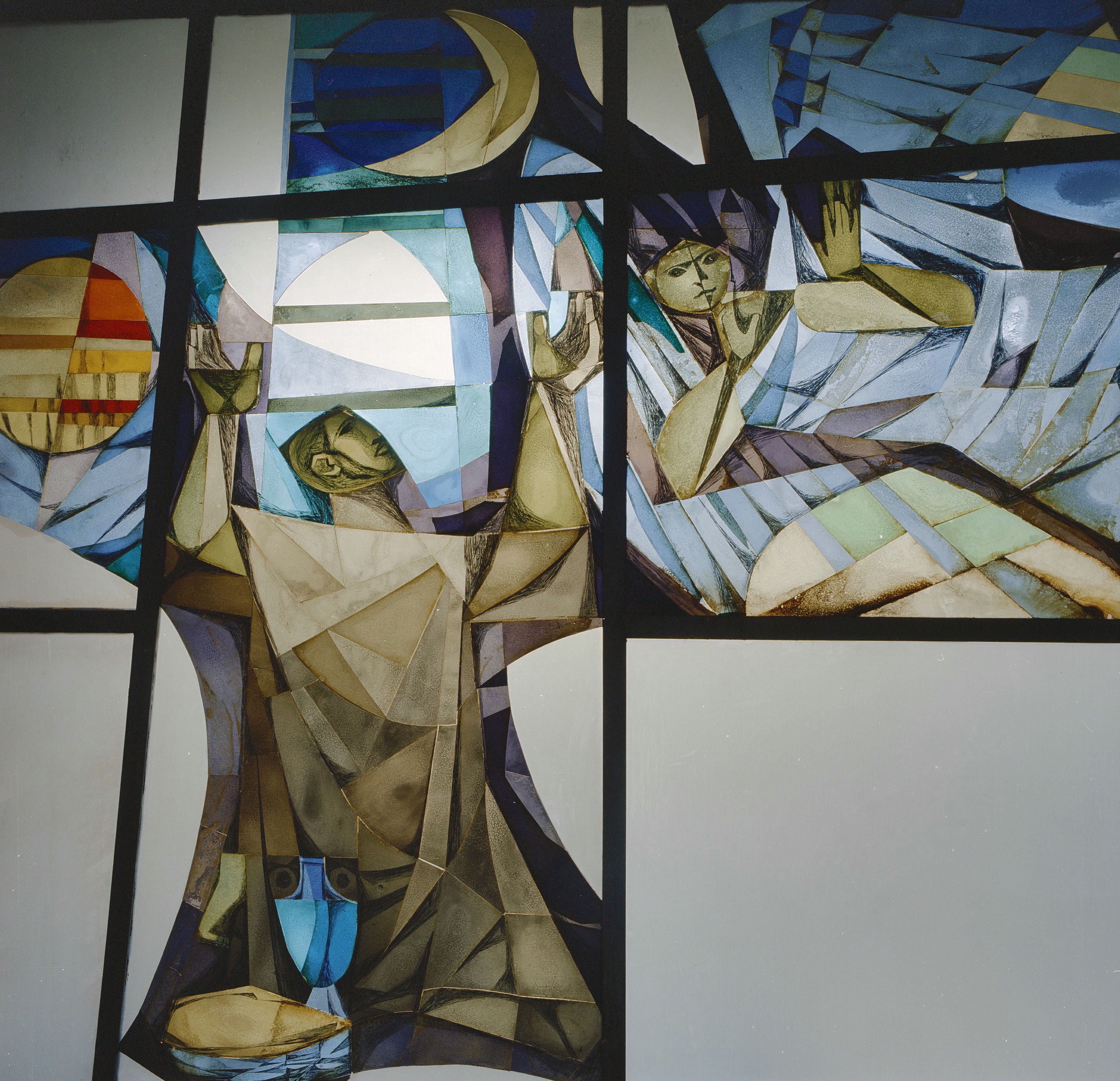
Gebrandschilderd raam

## Orgel
In de kerk bevinden zich 2 orgels. Een orgel met elektro-pneumatische tractuur van de firma B. Pels & Zoon uit Alkmaar (sinds 1964 Pels & Van Leeuwen). Dit orgel werd gebouwd in 1965. Voor in de kerk bevindt zich een koororgel uit 1959 van de firma Verschueren.